# Linum trigynum subsp. trigynum
Linum trigynum subsp. trigynum é uma subespécie de planta com flor pertencente à família Linaceae.

Os seus nomes comuns são linho-bravo, linho-das-pétalas-pequenas ou linho-de-três-sementes.

## Portugal
Trata-se de uma subespécie presente no território português, nomeadamente em Portugal Continental, no Arquipélago dos Açores e no Arquipélago da Madeira.
Em termos de naturalidade é nativa de Portugal Continental e do Arquipélago dos Madeira e introduzida no Arquipélago dos Açores.

## Protecção
Não se encontra protegida por legislação portuguesa ou da Comunidade Europeia.